# Hojai (Distrikt)
Hojai ist ein Distrikt im indischen Bundesstaat Assam. Sitz der Verwaltung ist Hojai.

## Geschichte
Der Distrikt wurde 2015 aus Teilen des Distrikts Nagaon geschaffen. Damals spalteten sich die Circles (Kreise) Doboka, Hojai und Lanka vom Distrikt Nagaon ab und bildeten den neuen Distrikt Hojai.

## Bevölkerung
Nach der Volkszählung 2011 hat der Distrikt Hojai 931.218 Einwohner. Bei 640 Einwohnern pro Quadratkilometer ist der Distrikt sehr dicht besiedelt. Der Distrikt ist dennoch ländlich geprägt. Von den 931.218 Bewohnern wohnen 758.868 Personen (81,49 %) auf dem Land und 172.350 Menschen in städtischen Gemeinden.
Der Distrikt Hojai gehört zu den Gebieten Indiens, die nur eine geringe Anzahl von Angehörigen der „Stammesbevölkerung“ (scheduled tribes) aufweisen. Zu ihnen gehörten (2011) 28.731 Personen (3,08 Prozent der Distriktsbevölkerung). Es gibt zudem 109.437 Dalits (scheduled castes) (11,75 Prozent der Distriktsbevölkerung) im Distrikt.

### Bevölkerungsentwicklung
Wie überall in Indien wächst die Einwohnerzahl im Distrikt Hojai seit Jahrzehnten stark an. Die Zunahme betrug in den Jahren 2001–2011 25 Prozent (25,03 %). In diesen zehn Jahren nahm die Bevölkerung um über 186.000 Menschen zu. Die Entwicklung verdeutlicht folgende Tabelle:

### Bedeutende Orte
Im Distrikt gibt es nebst dem Distriktshauptort Hojai weitere acht Städte (Städte und Ortschaften, die als notified towns bezeichnet werden)

### Bevölkerung des Distrikts nach Geschlecht
Der Distrikt hatte 2011 – für Indien üblich – mehr männliche als weibliche Einwohner. Von der gesamten Einwohnerschaft von 931.218 Personen waren 476.480 (51,17 Prozent der Bevölkerung) männlichen und 454.738 weiblichen Geschlechts. Bei den jüngsten Bewohnern (151.731 Personen unter 7 Jahren) sind 77.060 Personen (50,79 %) männlichen und 74.671 Personen (49,21 %) weiblichen Geschlechts.

### Bevölkerung des Distrikts nach Sprachen
Die Bevölkerung des Distrikts Hojai ist sprachlich gemischt. Bengali ist die verbreitetste Sprache und bildet eine knappe Bevölkerungsmehrheit. Bedeutende Minderheitssprachen sind Assami und Hindi. Danach folgen Dutzende weitere Sprachen. Die weitverbreitetsten Sprachen zeigt die folgende Tabelle:
| 2011                                   | 488.418 | 52,44 | 313.933 | 33,71 | 40.139 | 4,31 | 17.816 | 1,91 | 11.340 | 1,22 | 8.606 | 0,92 | 6.645 | 0,71 | 6.508 | 0,70 | 6.438 | 0,69 | 6.115 | 0,66 | 931.218 | 100,00 % |
| Quelle: Ergebnis der Volkszählung 2011 |         |       |         |       |        |      |        |      |        |      |       |      |       |      |       |      |       |      |       |      |         |          |

### Bevölkerung des Distrikts nach Bekenntnissen
Die Muslime bilden eine knappe Bevölkerungsmehrheit. Im Circle Doboka sind 265.366 (87,36 Prozent der Bewohner) Muslime. In den beiden anderen Circlus sind die Mehrheit der Bevölkerung Hindus (62,87 Prozent in Lanka und 59,24 Prozent in Hojai). Die genaue religiöse Zusammensetzung der Bevölkerung zeigt folgende Tabelle:
| Jahr                                   | Buddhisten | Buddhisten | Christen | Christen | Hindus  | Hindus | Jainas | Jainas | Muslime | Muslime | Sikhs | Sikhs | Andere | Andere | keine Angaben | keine Angaben | Total   | Total    |
| Jahr                                   | Zahl       | %          | Zahl     | %        | Zahl    | %      | Zahl   | %      | Zahl    | %       | Zahl  | %     | Zahl   | %      | Zahl          | %             | Zahl    | %        |
| -------------------------------------- | ---------- | ---------- | -------- | -------- | ------- | ------ | ------ | ------ | ------- | ------- | ----- | ----- | ------ | ------ | ------------- | ------------- | ------- | -------- |
| 2011                                   | 670        | 0,07       | 5.081    | 0,55     | 424.065 | 45,54  | 223    | 0,02   | 499.565 | 53,65   | 863   | 0,09  | 21     | 0,00   | 730           | 0,08          | 931.218 | 100,00 % |
| Quelle: Ergebnis der Volkszählung 2011 |            |            |          |          |         |        |        |        |         |         |       |       |        |        |               |               |         |          |

## Bildung
Dank bedeutender Anstrengungen steigt die Alphabetisierung. Knapp 75 Prozent der Einwohner können lesen und schreiben können. Im städtischen Bereich können immerhin über 87 Prozent lesen und schreiben. Auf dem Land dagegen sind es nur knapp 72 Prozent. Typisch für indische Verhältnisse sind die starken Unterschiede zwischen den Geschlechtern und der Stadt-/Landbevölkerung.
| Alphabetisierung im Distrikt Hojai     |                   |                   |
| Einheit                                | Volkszählung 2011 | Volkszählung 2011 |
| Einheit                                | Anzahl            | Anteil            |
| GESAMT                                 | 585.237           | 75,07 %           |
| Männer                                 | 321.012           | 82,22 %           |
| Frauen                                 | 264.225           | 69,52 %           |
| STADT GESAMT                           | 134.415           | 87,39 %           |
| Stadt-Männer                           | 71.576            | 91,12 %           |
| Stadt-Frauen                           | 62.839            | 83,50 %           |
| LAND GESAMT                            | 450.822           | 72,05 %           |
| Land-Männer                            | 249.436           | 77,74 %           |
| Land-Frauen                            | 201.386           | 66,07 %           |
| Quelle: Ergebnis der Volkszählung 2011 |                   |                   |

## Verwaltungsgliederung
Der Distrikt war bei der letzten Volkszählung 2011 in drei Circles (Kreise) (innerhalb des Distrikts Nagaon) aufgeteilt.
| Bevölkerung in den Circles |         |         |         |         |         |         |
|                            | Doboka  | Doboka  | Hojai   | Hojai   | Lanka   | Lanka   |
| Anzahl                     | Anteil  | Anzahl  | Anteil  | Anzahl  | Anteil  |         |
| GESAMT                     | 303.767 | 100 %   | 228.530 | 100 %   | 398.921 | 100 %   |
| Männer                     | 155.555 | 51,21 % | 116.852 | 51,13 % | 204.073 | 51,16 % |
| Frauen                     | 148.212 | 48,79 % | 111.678 | 48,87 % | 194.848 | 48,84 % |
| Stadt                      | 20.495  | 6,75 %  | 61.045  | 26,71 % | 90.810  | 22,76 % |
| Land                       | 283.272 | 93,25 % | 167.485 | 73,29 % | 308.111 | 77,24 % |